# Елеонора Ланкастерська
Елеонора Ланкастерська (англ. Eleanor of Lancaster), також Елеонора Плантагенет (англ. Eleanor Plantagenet; 1318–1372) — п'ята дочка Генрі, 3-го графа Ланкастера, і Матильди Чаворт. Фрейліна королеви Філіппи Геннегау.

## Життєпис
Народилася 1318 року і була шостою з семи дітей і п'ятою дочкою Генрі Плантагенета, 3-го графа Ланкастера, і його дружини, Мод Чаворт. Її батько був одним із керівників скинення англійського короля Едуарда II, пізніше виступав проти фаворита Ізабелли Французької, Роджера Мортімера; мати була єдиною дитиною і багатою спадкоємицею сера Патріка де Чаворта, барона Кідуеллі, і його дружини, Ізабелли Бошан. По батьковій лінії Елеонора була онукою Едмунда Горбатого, 1-го графа Ланкастера, і Бланки д'Артуа, і, отже, була нащадком королів Англії та Франції.
6 листопада 1330 року 12-річну Елеонору видано заміж за Джона де Бомонта, 2-го барона Бомонта, сина і спадкоємця Генрі Бомонта, 1-го барона Бомонта, і його дружини, Еліс Комін, 2-ї графині Б'юкен . Джон помер на турнірі 14 квітня 1342 року, залишивши Елеонору вдовою з дворічним сином, який народився, коли Елеонора була фрейліною королеви Філіппи Геннегау.
5 лютого 1344 року в церкві Діттон у Сток Поджисі (Бакінгемшир), Елеонора вийшла заміж вдруге. Її обранцем став Річард Фіцалан, 10-й граф Арундел, син і спадкоємець Едмунда Фіцалана, 9-го графа Арундела, і Еліс де Варенн. Попередній шлюб Річарда з Ізабеллою ле Диспенсер, укладений із політичних мотивів, коли Річарду було 7 років, анулював папа Климент VI, зробивши бастардами трьох дітей Річарда та Ізабелли. Папа також видав Річарду дозвіл на новий шлюб, який був необхідний, оскільки перша та друга дружини Річарда були двоюрідними сестрами.

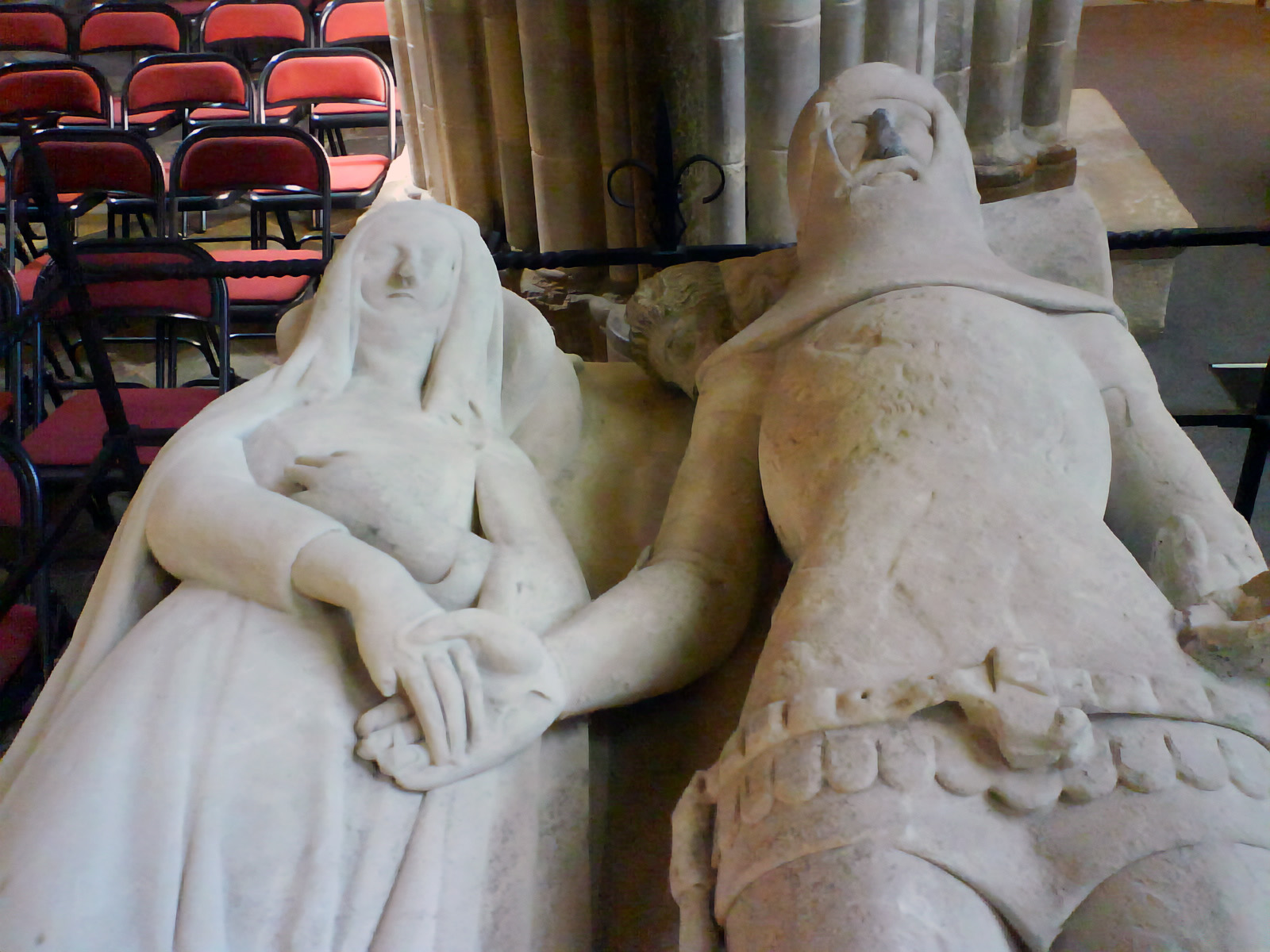
Меморіальний надгробок Елеонори та Річарда Фіцаланів у Чичестерському соборі

Померла в Арунделі у віці 53-х років і похована в монастирі Льюїс (Східний Суссекс). Її чоловік Річард помер через чотири роки і похований поряд з Елеонорою. Останньою його волею було бажання бути похованим «поруч із могилою Елеонори де Ланкастер, моєю дружиною; і я бажаю, щоб моя могила була не вище її; щоб ні екіпірованих чоловіків, ні коней, ні катафалка, ні іншої розкоші не використовувалося на моїх похоронах, але тільки п'ять смолоскипів… як при тілі моєї дружини дозволяю…».

## Нащадки
Від Джона де Бомонта
- Генрі (1340—1369[5]) — 3-й барон Бомонт; був одружений з Маргарет де Вер[en] , дочкою Джона де Вера, 7-го графа Оксфорда, і його дружини, Мод де Бадлсмер[en], від якої мав одну дитину — сина Джона.

Від Річарда Фіцалана
- Едмунд (до 1346 — бл. 1366)
- Річард (1346—1397) — 11-й граф Арундел; був двічі одруженим: вперше — з Елізабет Богун[en], дочкою Вільяма Богуна, 1-го графа Нортгемптона, і його дружини, Елізабет де Бадлсмер[en], від якої мав сімох дітей (5 дочок, 2 синів)[6]; вдруге — з Філіппою Мортімер, молодшою дочкою Едмунда Мортімера, 3-го графа Марча, і його дружини, Філіппи Кларенс, 5-ї графині Ольстер, від якої мав сина Джона[6].
- Джон (до 1349—1379) — 1-й барон Арундел, граф-маршал Англії; був одруженим з Елеонорою Мальтраверс, 2-ю баронесою Мальтраверс, дочкою сера Джона Мальтраверса і Гвентліан, від якої мав сімох дітей (2 дочки, 5 синів)[7].
- Томас (бл. 1353—1413) — архієпископ Кентерберійський, лорд-канцлер Англії.
- Джоан[en] (1347/1348-1419) — була одруженою з Гамфрі де Богуном, 7-м графом Герефордом, від якого народила двох дочок — Елеонору і Марію.
- Еліс[en] (1350—1416) — була одруженою з Томасом Голландом, 2-м графом Кентом, від якого народила десять дітей (6 дочок, 4 синів)[8].
- Мері
- Елеонора (1356—до 1366)